# Carlo Sada
Carlo Sada, né le 24 novembre 1921, est un ancien joueur de tennis professionnel italien.

## Carrière
1⁄8 de finale à Roland Garros en 1947, défaite face à Yvon Petra.
1⁄32e de finale à Wimbledon en 1948, 1⁄32 en double avec le Français Jean Ducos De La Haille.

## Palmarès
- 1941 : Naples, finale.
- 1946 : Lausanne, finale.
- 1947 : Montana-Vermala, finale.
- 1957 : Saint Moritz, vainqueur.
- 1957 : Saint Moritz Suvretta, vainqueur[2].